# Abraham Mendelssohn Bartholdy
Abraham Mendelssohn Bartholdy (10 décembre 1776, Berlin - 19 novembre 1835, Berlin), est un banquier et philanthrope allemand.

## Biographie
Fils du philosophe Moses Mendelssohn, il se convertit au protestantisme. Il est le père du compositeur Felix Mendelssohn et de la compositrice Fanny Mendelssohn.

## Sources
- (de) Cet article est partiellement ou en totalité issu de l’article de Wikipédia en allemand intitulé « Abraham Mendelssohn Bartholdy » (voir la liste des auteurs).